# Копыткин, Николай Николаевич
Никола́й Никола́евич Копы́ткин (12 [24] ноября 1853, Санкт-Петербург — 19 декабря 1912 [1 января 1913], Царское Село) — российский инженер-железнодорожник и придворный.
С 1876 года на службе в Министерстве путей сообщения. Участвовал в Русско-турецкой войне 1877—1878 годов, будучи прикомандированным к одному из инженерных подразделений русской армии. После победы над Османской империей некоторое время оставался по служебной необходимости на территории дунайских княжеств, а затем был назначен руководителем государственного ведомства железных дорог и общественных зданий освобождённой Болгарии. На этом посту разработал первый градостроительный план Софии.
По возвращении в Россию в 1882 году вновь поступил на службу в МПС, где занимал различные должности в центральном аппарате министерства и на различных железнодорожных магистралях. В 1890 году принял активное участие в формировании в составе министерства инспекции императорских поездов и в последующем до конца жизни возглавлял эту структуру. Имел звание камергера, придворный чин гофмейстера и гражданский чин тайного советника.
Приходился дядей поэту и публицисту Сергею Копыткину и оказывал ему покровительство.

## Ранние годы жизни
Родился 12 (24) ноября 1853 года в Санкт-Петербурге в семье потомственного дворянина, род которого происходил из Екатеринославской губернии. Отец мальчика был государственным служащим среднего звена, имевшим гражданский чин надворного советника. Помимо Николая, в семье был ещё по крайней мере один ребёнок, доживший до взрослых лет — его младший брат Александр.
В 1876 году окончил Институт инженеров путей сообщения. Специальность по диплому — гражданский инженер с правом производства строительных работ. В том же году был зачислен на службу в Министерство путей сообщения в качестве сверхштатного инженера без содержания (кадровое решение оформлено приказом по Министерству N 116 от 16.09.1876).

## Служба на Балканах

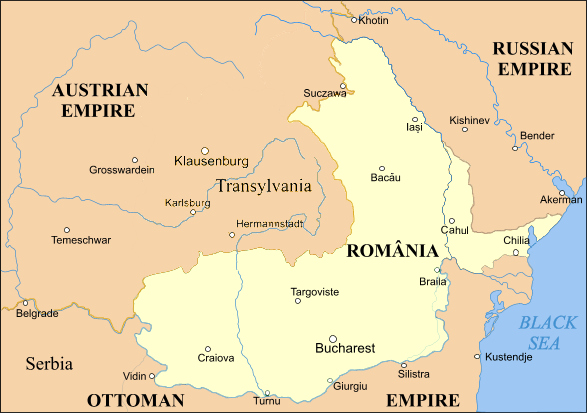
Соединённые княжества Молдавии и Валахии, на территории которых Николай Копыткин нёс службу в 1877—1880 годах

В ноябре 1877 года, через полгода после начала Русско-турецкой войны, Николай Копыткин был направлен на Балканский фронт: сохраняя принадлежность к гражданскому ведомству, он был прикомандирован к четвёртому железнодорожному батальону действующей армии в должности помощника начальника службы. Батальон дислоцировался в союзных России Соединённых княжествах Молдавии и Валахии, где отвечал за ремонт и эксплуатацию местной ветки Бендеро-Галацкой железной дороги, которая была незадолго до того построена румынами в авральном режиме и в силу множества неполадок не могла функционировать. Усилиями российских железнодорожников эта стратегически важная транспортная артерия была приведена в исправное состояние к концу декабря. В марте 1878 года, незадолго до окончания боевых действий, Копыткин получил повышение — был назначен начальником одной из дистанций Бендеро-Галацкой железнодорожной магистрали.
После победы России в войне и заключения Сан-Стефанского договора Николай Николаевич продолжал работу в администрации Бендеро-Галацкой магистрали на территории дунайских княжеств. В августе 1878 года он был включён в состав комиссии по проверки финансовой отчётности железных дорог этого государственного образования, которому было вскоре суждено превратиться в Королевство Румыния.

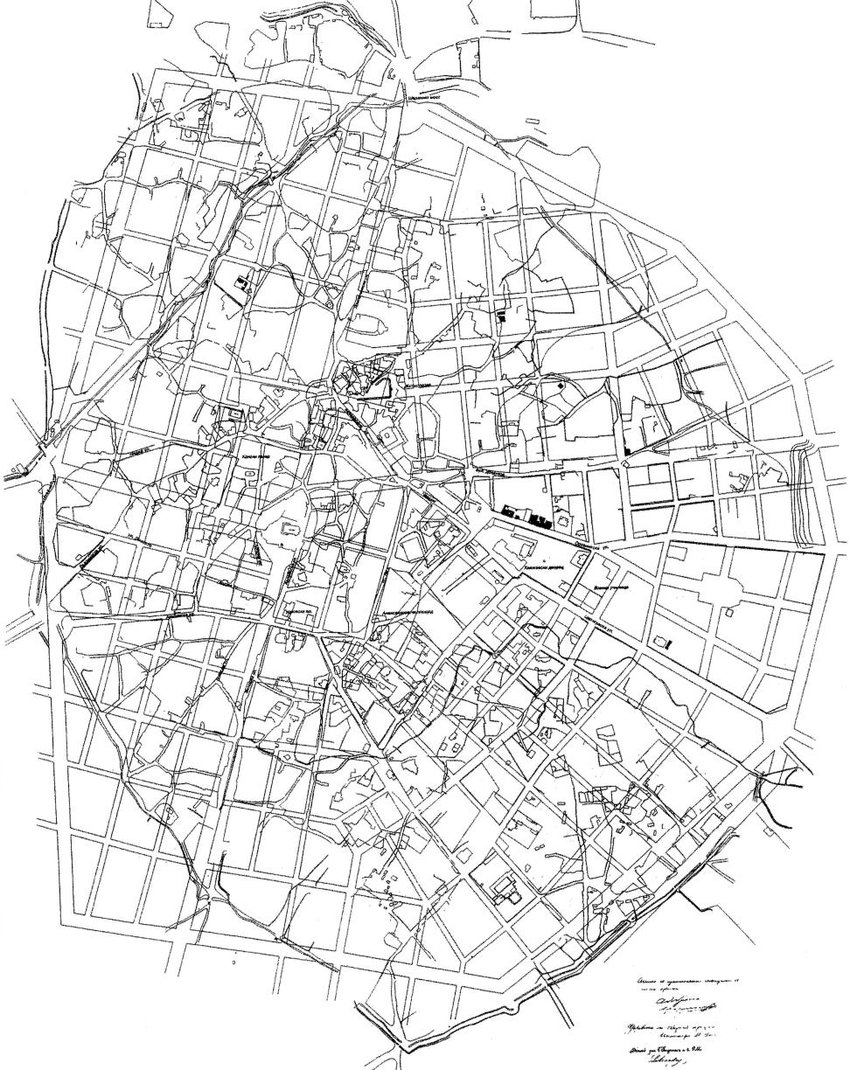
Градостроительный план Софии, подготовленный под руководством Н. Н. Копыткина

В январе 1880 года Копыткин официально покинул российскую службу и был назначен руководителем ведомства железных дорог и общественных сооружений Княжества Болгарии: практика назначения россиян на старшие должности болгарской гражданской и военной службы получила распространение в период временного русского управления в Болгарии и сохранялась в течение ещё нескольких лет, пока государственный аппарат этой страны был в стадии формирования. На этом посту молодой российский железнодорожник возглавил правительственную комиссию по разработке первого градостроительного плана болгарской столицы Софии. В этом качестве Николай Николаевич не только координировал работу чиновников, архитекторов и инженеров, входивших в состав комиссии, но и самым активным образом лично участвовал в подготовке проекта: в результате итоговый документ, одобренный болгарским правительством в апреле 1880 года, получил название «План Копыткина». Проект предусматривал сочетание двух классических типов городской планировки: прямоугольной (бо́льшая часть жилых кварталов) и радиально-кольцевой (несколько крупных магистралей, соединяющих центр с окраинами, и широких концентрических бульваров). После этого под руководством Копыткина к апрелю 1881 года был подготовлен кадастровый план столицы, а в сентябрю того же года на основе двух этих планов был разработан и утверждён комплексный градостроительно-кадастровый проект развития Софии со сроком реализации до середины 1890-х годов.

## Служба в МПС (1882—1889 годы)
В сентябре 1882 года, после отставки с болгарской правительственной должности, Николай Копыткин был восстановлен на службе в Министерстве путей сообщения Российской империи. В мае следующего года он получил назначение во Временное управление казённых железных дорог в качестве штатного инженера VIII класса с исполнением обязанностей делопроизводителя технического отдела управления. В июле 1884 года был назначен производителем работ I разряда на строительство Лунинец-Гомельской железной дороги, а в октябре 1885 года — исполняющим обязанности начальника участка строившейся в то время Седлец-Малкинской железной дороги.

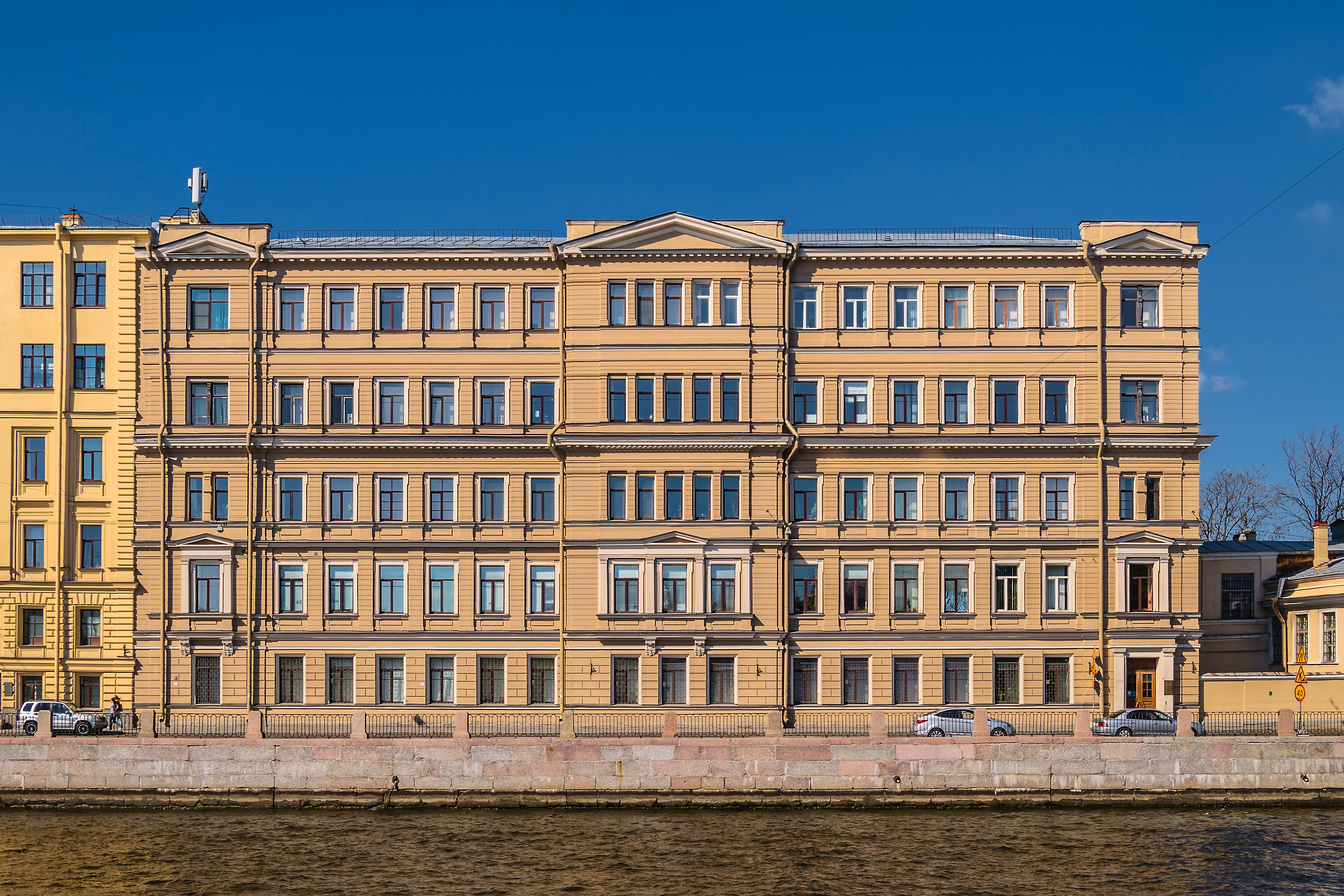
Здание на Набережной Фонтанки, где в начале XX века размещалось Министерство путей сообщения Российской Империи

В январе 1888 года был возвращён в центральный аппарат МПС, где сперва был назначен инженером для технических занятий в Департаменте железных дорог, а затем, в декабре того же года — временным заведующим технической части экстренных поездов чрезвычайной важности. К этому времени Копыткин имел гражданский чин надворного советника.
Поступление в подразделение Министерства путей сообщения, отвечавшее за поезда чрезвычайной важности, стало поворотным пунктом в карьере Копыткина. Произошедшее незадолго до того крушение императорского поезда под Харьковом выявило ряд серьёзных проблем в системе эксплуатации железнодорожных составов, предназначавшихся для передвижения монарха, его семьи и свиты, и от МПС требовалось скорейшая разработка мер по их решению. В этой ситуации назначение Николая Николаевича на столь ответственный участок свидетельствовало о высоком доверии руководства ведомства к его профессиональным способностям.
В январе 1889 года Копыткин был произведён в штатные инженеры VI класса, что подразумевало присвоение более высокого гражданского ранга — коллежского советника, а его должностная позиция временного заведующего технической части экстренных поездов чрезвычайной важности была официально преобразована в пост заведующего технико-инспекторской частью охраны императорских поездов. На этом этапе Николай Николаевич пока оставался в штате Департамента железных дорог, однако ему было поручено подготовить проект формирования самостоятельного подразделения МПС, отвечающего за все аспекты эксплуатации императорских поездов.

## Во главе инспекции императорских поездов

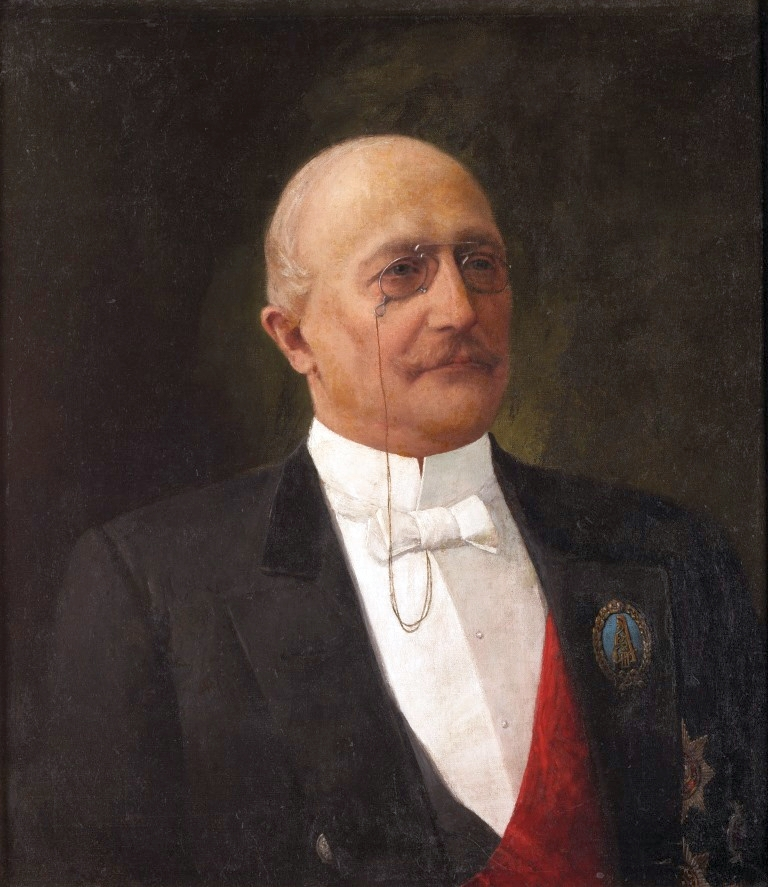
Непосредственный руководитель Н. Н. Копыткина — министр путей сообщения А. Я. Гюббенет, по представлению которого Александром III было утверждено «Положение об императорских поездах»

Подготовка к созданию новой для российского транспортного ведомства структуры была завершена в течение полугода, и 30 июля 1890 года Александр III по представлению министра путей сообщения А. Я. Гюббенета утвердил «Положение об императорских поездах», в соответствии с которым в МПС учреждалась должность инспектора императорских поездов, под началом которого формировалось соответствующее подразделение — инспекция. Инспекция императорских поездов не входила в состав Департамента железных дорог, а подчинялась министру напрямую. На должность инспектора, её руководителя, был назначен Николай Копыткин. Повышение стало тем более значительным, что обеспечивало занявшему её чиновнику ранг статского советника: таким образом Копыткин получил этот достаточно высокий ранг всего через несколько месяцев после получения предыдущего, тогда как при обычном карьерном продвижении для этого требовалось не менее четырёх лет выслуги. Его годовое содержание определялось в пять тысяч рублей, кроме того, инспектору ежегодно полагалась ещё одна тысяча рублей на путевые расходы.
В соответствии со штатным расписанием, принятым на основании соображений Копыткина, численность сотрудников инспекции была предельно малой: в состав новой структуры, помимо самого инспектора, входили только три чиновника — два ревизора и письмоводитель. При этом её годовой бюджет был весьма внушительным — 14 400 рублей. Для размещения канцелярии нового подразделения МПС было арендовано помещение в доме баронессы Фитингоф-Шель, расположенном по адресу Надеждинская, 22.

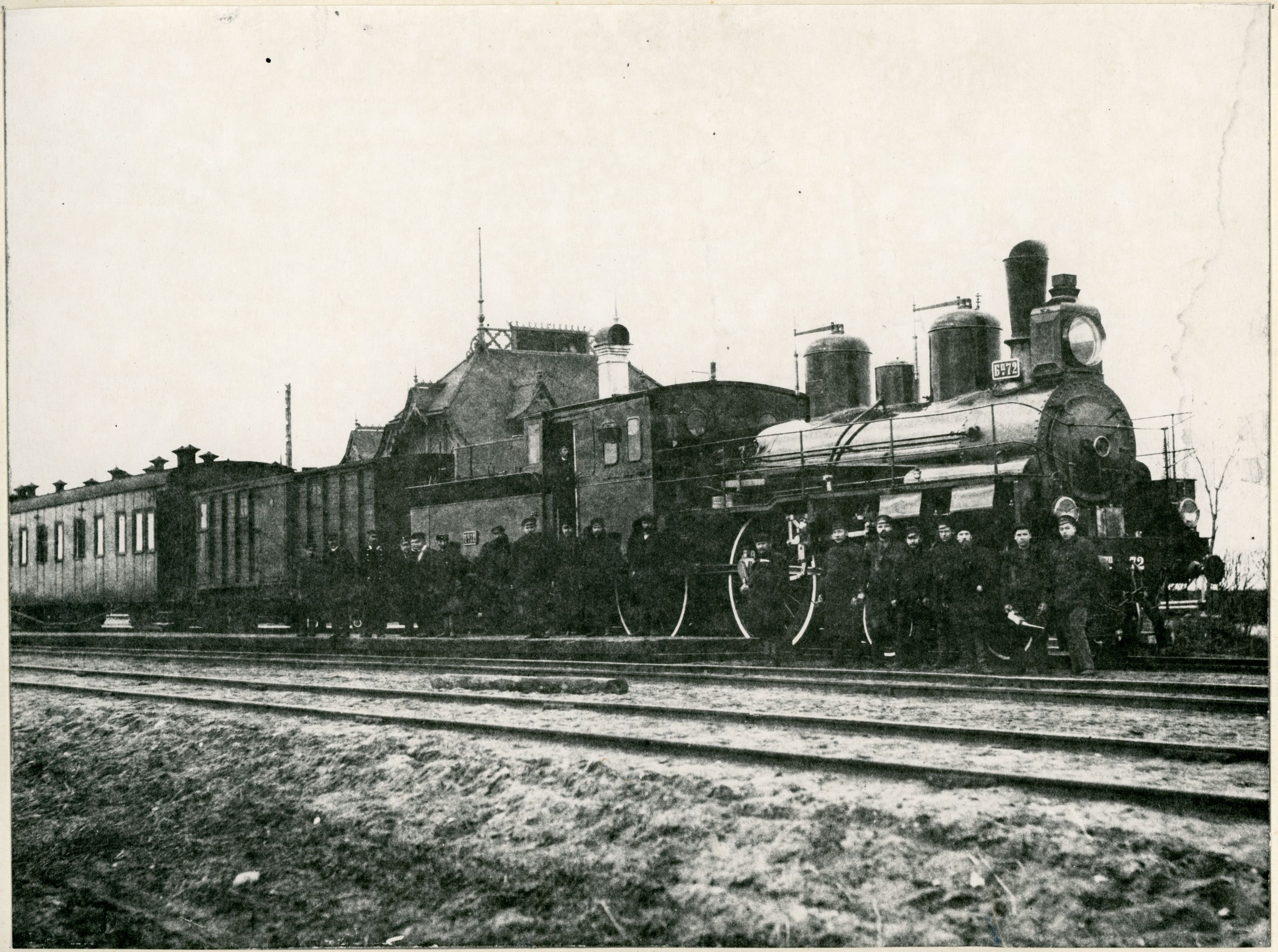
Императорский поезд. Фотография 1894 года

Сфера обязанностей Копыткина в новой должности была весьма обширной. Помимо контроля за всеми аспектами состояния и эксплуатации «высочайших поездов» — от численности и компоновки составов, их ремонта, внутреннего убранства и обеспечения персоналом до строительства станций и депо, закупки материалов и оборудования за рубежом, от него требовалось разработать чёткую и максимально рациональную схему разграничения полномочий не только различных подразделений МПС, но и всех сторонних ведомств, тем или иным образом вовлекаемых в обеспечение передвижения монаршей семьи по железной дороге. Дополнительная сложность последней задачи состояла в том, что большая часть этих сторонних ведомств принадлежала к наиболее авторитетным и влиятельным блокам российского государственного аппарата — придворному и силовому: в их числе были МВД, Министерство императорского двора, Отдельный корпус жандармов и Дворцовая полиция, которая в тот период представляла собой отдельную службу.
Особого внимания от Копыткина требовала Царскосельская железная дорога, обеспечивавшая сообщение между двумя загородными императорскими дворцами — Екатерининским и Павловским — и Петербургом. Уже в первые месяцы своей работы во главе инспекции Николаю Николаевичу удалось согласовать межведомственное распределение ответственности в отношении различных участков самой магистрали, а также всех строений, обеспечивающей её обслуживание. Позднее он принял самое активное участие в разработке проекта модернизации железнодорожного сообщения между Царским Селом и столицей, в рамках которого к началу XX столетия был построен Императорский путь в составе трёх отдельных веток, имевших, в отличие от Царскосельской железной дороги, уже колею шириной в 1520 мм, которая стала стандартной для российских железных дорог и приобрела международную известность как русская колея. На основании именно его инициативы в 1901 году было принято решение о строительстве станции Императорский павильон, которая стала узловым пунктом Петербурго-Варшавской железной дороги и третьей, наиболее режимной ветки вышеупомянутого Императорского пути.

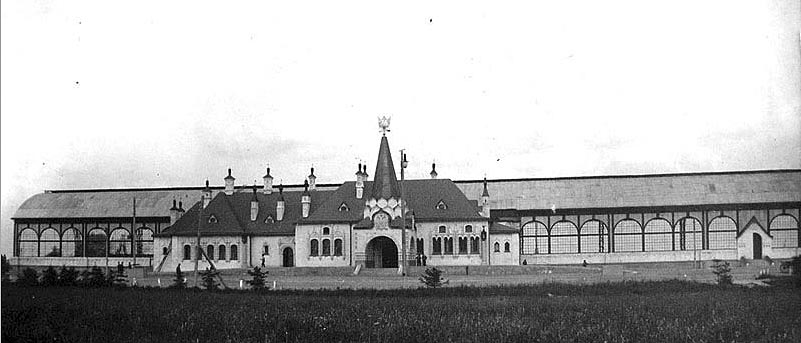
Станция Императорский павильон, построенная по инициативе Н. Н. Копыткина. Фотография начала XX века

Служебные обязанности инспектора не исчерпывались подобными вопросами стратегического характера. Копыткин в ежедневном режиме уделял внимание десяткам самых разнообразных технических нюансов эксплуатации императорских поездов. Известно, что он лично проверял и утверждал схемы электрического освещения вагонов, оттенки красок и материалов, использовавшихся при их внешней и внутренней отделке, освидетельствовал состояние колёсных пар и определял даже такие специфические параметры, как конструкция арматуры паровых котлов и процент нажатия тормозных колодок. Столь же тщательно он вникал и в финансовые аспекты вверенной ему проблематики. Так, в 1906 году он лично выявил изменение смет на ремонт системы отопления и обустройство ванной комнаты в великокняжеском вагоне, после чего добился от министра МПС формирования комиссии для урегулирования вопроса о возникшем перерасходе средств. Помимо этого, Николай Николаевич периодически сопровождал императорскую семью в путешествиях по железной дороге и в этих случаях лично контролировал работу всего коллектива состава, а также график движения поезда и время его остановок на станциях.

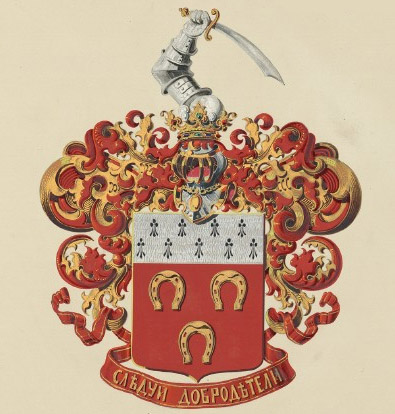
Дворянский герб, пожалованный Николаю Копыткину в 1897 году

Ежегодно Копыткин направлял министру путей сообщения отчёты о работе инспекции, которые носили секретный характер. По мере расширения парка императорских поездов и развития системы их обслуживания штат возглавляемой им инспекции постепенно увеличивался и к началу 1910-х годов составлял уже 16 человек. Как руководитель этой структуры Николай Николаевич включался в состав различных межведомственных комиссий — например, комиссии по охране императорских поездов, куда, наряду с рядом руководящих сотрудников МПС, входили старшие чины МВД и Дворцовой полиции.
За годы пребывания в должности инспектора императорских поездов Николай Копыткин успешно продвигался по ранговой иерархии — как по гражданской, так и по придворной её линии. В 1895 году он получил гражданский чин действительного статского советника и почётное звание камергера Высочайшего двора, в 1900 году — придворную должность гофмейстера, в 1903 — гражданский чин тайного советника и придворный чин гофмейстера. В ноябре 1897 года он был пожалован дворянским гербом с девизом «Следуй добродетели», который был занесён в часть 16 Общего гербовника дворянских родов Всероссийской империи (стр. 106). За служебные заслуги Николай Николаевич был награждён орденами Святого Станислава первой степени, Святой Анны первой степени, Белого орла и Святого Владимира второй степени.
Николай Николаевич Копыткин скончался 19 декабря 1912 [1 января 1913] в Царском Селе, находясь при исполнении служебных обязанностей. Его преемником в качестве инспектора императорских поездов был назначен Михаил Степанович Ежов, до того работавший под его началом на должности ревизора, который и возглавлял инспекцию до её упразднения после Февральской революции.

## Семья и родственники
Николай Копыткин был женат, его супругу звали Екатерина Фёдоровна. Брак, вероятно, был достаточно поздним, поскольку на момент кончины Копыткина в возрасте 59 лет двое его сыновей были ещё несовершеннолетними. После смерти первого инспектора императорских поездов его семье Министерством путей сообщения было выплачено единовременное денежное пособие в размере 6058 рублей 50 копеек.

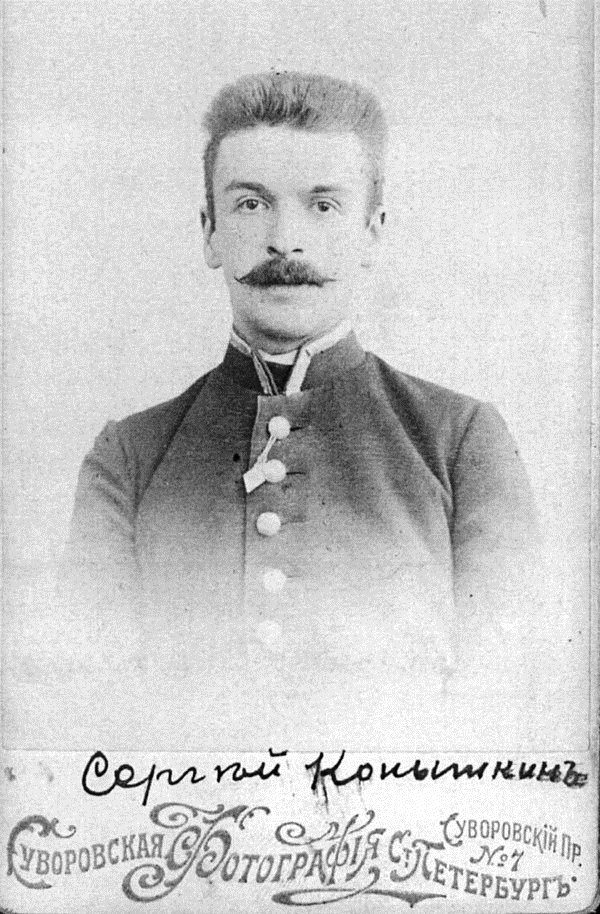
Поэт и публицист Сергей Копыткин, племянник Николая Копыткина

Личности сыновей Николая Копыткина можно установить только предположительно. В ходе журналистского расследования, проведённого по инициативе творческого объединения «Красный матрос», в этом качестве «с большой долей вероятности» рассматривались Николай Николаевич и Борис Николаевич Копыткины. Первый, родившийся в 1897 году, учился в Императорском училище правоведения, однако покинул его в 1917 году, не успев получить диплома. Служил в звании прапорщика в кавалерии, в 1918 году эмигрировал в Сербию. Откуда позднее перебрался во Францию, где и прожил до конца жизни. Был женат на Ольге Николаевне Слёзкиной. Умер 17 августа 1948 года в Париже, похоронен на кладбище Сент-Женевьев-де-Буа. Сведения о Борисе Николаевиче Копыткине предельно скудны — неизвестен даже год его рождения. Он также оказался в эмиграции во Франции, умер 12 февраля 1971 года в Антибе и похоронен на местном кладбище.
О младшем брате Николая Копыткина Александре известно, что в 1879 году он поступил на юридический факультет Санкт-Петербургского университета, однако уже в следующем году вынужден был прервать учёбу из-за денежных затруднений. Через некоторое время восстановился с переводом на филологический факультет, но в итоге не окончил курса и там. Скончался Александр Копыткин в 1902 году задолго до достижения преклонного возраста, оставив семью без средств к существованию. В результате в бедственном положении оказался его сын Сергей Копыткин — будущий поэт и публицист, а в тот момент студент-первокурсник Санкт-Петербургского университета, и Николай Копыткин проявил заботу о племяннике. По его протекции Сергей Копыткин ещё до окончания университета был принят на работу в Северо-Западное управление железных дорог, а несколько лет спустя — и в Министерство путей сообщения. В итоге Сергей Копыткин проработал в железнодорожной сфере до конца своей недолгой жизни (1882—1920 годы).

## Оценки деятельности
Профессиональной деятельности Николая Копыткина уделяют внимание некоторые историки железнодорожной отрасли России. Так, старший научный сотрудник Центрального музея железнодорожного транспорта Российской Федерации Н. А. Магазинер в книге «Императорские поезда: как это было. Хроника строительства и эксплуатации» высоко оценивает его работу во главе инспекции императорских поездов, подчёркивая, что эта структура была создана Копыткиным «с нуля» и успешно управлялась им в течение почти четверти века.
Другой профильный специалист, член Всероссийского общества любителей железных дорог, кандидат технических наук А. В. Исаев отзывается о Копыткине как о «совершенно замечательном человеке», которому во главе очень маленького коллектива чиновников удавалось выполнять работу огромного масштаба. Важнейшей задачей инспектора императорских поездов в представлении Исаева было обеспечение оптимального распределения полномочий между инстанциями, задействованными в соответствующей сфере. По его мнению, выдвигая на эту должность Копыткина, руководство Министерства путей сообщения принимало в расчёт опыт, который он приобрёл в годы работы в Дунайских княжествах, где ему приходилось обеспечивать взаимодействие между военными и гражданскими транспортными службами.

## Упоминание в литературе

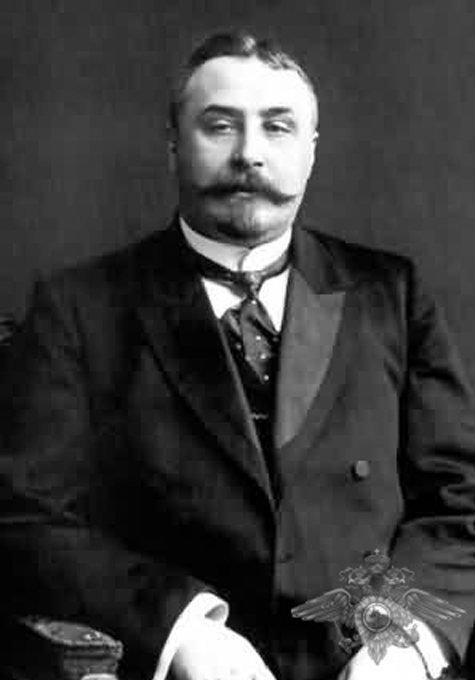
А. Ф. Кошко, сохранивший забавное воспоминание о Николае Копыткине

Николай Копыткин фигурирует в третьей книге «Очерков уголовного мира царской России» — воспоминаний одного из основателей российской криминалистики А. Ф. Кошко: он играет важную роль в очерке «Великосветская просительница», который выдержан в юмористической тональности. Некая княгиня Х., явившаяся на приём к автору, занимавшему в ту пору должность помощника начальника столичной сыскной полиции, рассказывает ему о злоключениях своего мужа — капитана гвардейского полка, расквартированного в Царском Селе. Князь Х., человек скандальной репутации, отправившись на свидание с любовницей в Санкт-Петербург, пропустил свой поезд и требовал впустить его в императорский состав, отходивший из Царского Села в столицу. Будучи навеселе, он стал весьма развязно излагать свои пожелания следившему за отправкой высочайшего поезда гофмейстеру Копыткину, постоянно путая при этом его фамилию: князь называл собеседника то господином Подковкиным, то господином Кобылкиным. Столь непочтительный разговор с придворным, которого сослуживец и собутыльник капитана, поведавший княгине эту историю, будто бы «знал за большого сноба», окончился для подвыпившего гвардейского офицера плачевно — Х. оказался на гауптвахте. Его супруга же после подобного конфуза решила подать на развод, и для укрепления своих позиций перед лицом закона захотела установить личность любовницы мужа — именно в этом, как выяснилось, была цель её визита к Кошко.
Я, конечно, отказал моей посетительнице в ее просьбе, вежливо указав, что сыскная полиция разыскивает лишь уголовных преступников и отнюдь не занимается ни бракоразводными, ни матримониальными делами. 
Если память моя и сохранила до сих пор образ красивой княгини, то по совести скажу, что причиной тому забавная сцена с гофмейстером Копыткиным…